# Глазов (Передня Померанія)
Глазов (нім. Glasow) — громада в Німеччині, розташована в землі Мекленбург-Передня Померанія. Входить до складу району Передня Померанія-Грайфсвальд. Складова частина об'єднання громад Лекніц-Пенкун.
Площа — 15,59 км2. Населення становить 150 ос. (станом на 31 грудня 2020).